# Daniel Mesenhöler
Daniel Mesenhöler (Engelskirchen, 1995. július 24. –) német utánpótlás-válogatott labdarúgó, jelenleg az Union Berlin játékosa. 2014-ben debütált a német U20-as labdarúgó-válogatottban és tagja volt a válogatottnak, amely részt vett a 2015-ös U20-as labdarúgó-világbajnokságon.

## Statisztika
2016. július 16. szerint.
| Klub információ       | Klub információ       | Klub információ       | Bajnokság | Bajnokság | Kupa      | Kupa      | UEFA  | UEFA | Összesen | Összesen |
| Szezon                | Klub                  | Bajnokság             | Mérk.     | Gól       | Mérk.     | Gól       | Mérk. | Gól  | Mérk.    | Gól      |
| Németország           | Németország           | Németország           | Bajnokság | Bajnokság | DFB-Pokal | DFB-Pokal | UEFA  | UEFA | Összesen | Összesen |
| --------------------- | --------------------- | --------------------- | --------- | --------- | --------- | --------- | ----- | ---- | -------- | -------- |
| 2013–14               | FC Köln II            | Regionalliga West     | 3         | 0         | 0         | 0         | —     | —    | 3        | 0        |
| 2014–15               | FC Köln II            | Regionalliga West     | 25        | 0         | 0         | 0         | —     | —    | 25       | 0        |
| 2015–16               | FC Köln II            | Regionalliga West     | 25        | 0         | 0         | 0         | —     | —    | 25       | 0        |
| Összesen Köln II      | Összesen Köln II      | Összesen Köln II      | 53        | 0         | 0         | 0         | 0     | 0    | 53       | 0        |
| 2014–15               | FC Köln               | Bundesliga            | 0         | 0         | 0         | 0         | 0     | 0    | 0        | 0        |
| 2015–16               | FC Köln               | Bundesliga            | 0         | 0         | 0         | 0         | 0     | 0    | 0        | 0        |
| Összesen Köln         | Összesen Köln         | Összesen Köln         | 0         | 0         | 0         | 0         | 0     | 0    | 0        | 0        |
| 2016–17               | Union Berlin          | Bundesliga 2          | 0         | 0         | 0         | 0         | 0     | 0    | 0        | 0        |
| Összesen Union Berlin | Összesen Union Berlin | Összesen Union Berlin | 0         | 0         | 0         | 0         | 0     | 0    | 0        | 0        |
| Karrier teljesítménye | Karrier teljesítménye | Karrier teljesítménye | 53        | 0         | 0         | 0         | 0     | 0    | 53       | 0        |